# Église Saint-Pierre-Saint-Paul-et-Saint-Antoine d'Abriès-Ristolas
Pour les articles homonymes, voir Église Saint-Pierre.
L'église Saint-Pierre-Saint-Paul-et-Saint-Antoine est une église catholique française, située à Abriès-Ristolas (Hautes-Alpes) dans le diocèse de Gap et d'Embrun.

## Historique et architecture
L'église Saint-Pierre-Saint-Paul-et-Saint-Antoine d'Abriès est déjà attestée au XIIe siècle. Elle a été remaniée au XVIe siècle et restaurée après les guerres de Religion, la nef a été couverte d'un lambris. Le clocher date de 1620.
À l'entrée de l'église, de part et d'autre de la porte romane en plein cintre, se tiennent deux lions mutilés, taillés dans la pierre, qui devaient être installés sur un porche inspiré de celui de la cathédrale Notre-Dame d'Embrun. Les inondations de 1728, lorsque le Bouchet est sorti de son lit, les avaient emportés jusqu'à la sortie du village. Ils ont donc du être remis en place.
L'église a un plan en croix latine à nef unique et une coupole à la croisée du transept. La nef a été agrandie d'une travée après la révocation de l'Édit de Nantes (1685) pour accueillir les nombreux protestants convertis.
En 1864, un entrepreneur italien fut chargé de refaire le couvrement de l'église. La voûte et la charpente sont faites à cette date et le dôme en charpente du transept est haussé d'un seul bloc. La couverture a été refaite en 1985. Le cadran solaire sur le mur sud-est a été peint en 1821.
L'église se trouve au centre d'un ensemble de bâtiments religieux et qui ont perdu, pour certains d'entre eux, leur destination religieuse : la vicairie, ou ancienne résidence du vicaire forain de l'évêque d'Embrun, la chapelle des Pénitents, le presbytère, transformé en bibliothèque et où a été aménagé le musée du costume.
Elle comprend, outre le maître-autel, cinq autels, tous ornés d'un retable et/ou d'un tableau, de statues ou d'une façade sculptée en relief (saint Jean-Baptiste et l'adoration des Rois mages). Une fausse voûte peinte, de forme octogonale, représentant sur chacun des huit panneaux, en alternance, les quatre évangélistes et les quatre saisons. L'église contient de très nombreuses œuvres d'art : un retable architecturé monumental du XVIIe siècle, de style baroque, avec de nombreuses colonnes ornées, des sculptures en bois représentant saint Pierre et saint Paul, une crucifixion ; près de vingt tableaux des XVIIe, XVIIIe et XIXe siècles, dont quatorze tableaux du chemin de croix ; de nombreuses statues de plâtre ou de stuc, peintes ou couvertes de feuilles d'or.